# Marta Mangué
Marta Mangué González, född 23 april 1983 i Las Palmas på Gran Canaria, är en spansk handbollsspelare (vänsternia/mittnia). Åren 2000 till 2017 spelade Mangué 301 landskamper och gjorde 1 034 mål för Spaniens damlandslag, vilket är rekord för både antalet landskamper och landslagsmål.

## Klubbkarriär
Mangué starade elitkarriären med Rocasa Gran Canaria och flyttade sedan till El Osito L'Eliana Valencia, som bytte namn till Astroc Sagunto 2004. Från 2005 spelade Mangué för Cementos la Union Ribarroja. Två år senare 2007 började Mangué sin proffskarriär utomland i danska Team Esbjerg. Efter fyra år i Danmark skrev hon I augusti 2011 kontrakt med ZRK Zaječar. Zaječar missade kvalet till Champions League och några sponsorer drog sig ur, och då lämnade Mangué klubben i december 2012. Hon anslöt till Fleury Loiret HB där hon spelade till 2015  Sommaren 2015 började hon spela för hårdsatsande Brest Bretagne HB. Efter fem år i Brest har hon kontrakt sen 2020 med Bourg-de-Péage Drôme HB.

## Landslagskarriär
Mangué har spelat 301 matcher för det spanska landslaget. Med 1 034 gjorda mål är hon den målskytten som gjort flest mål i det spanska landslaget. Hon har deltagit i tre olympiader. Vid OS 2004 slutade hon sexa med Spanien. Den största framgången i OS är OS-brons 2012 i London.
Hennes största internationella meriter är annars finalen i EM 2008 och i EM 2014. Mangué spelade EM 2008, där det spanska laget besegrade Tyskland i semifinalen, och tog silvermedaljer efter att ha förlorat finalen till Norge. Mangué hamnade bland de tio bästa målskyttarna i turneringen. Hon deltog också vid VM 2009 i Kina och VM 2011 i Brasilien. Vid VM 2011 var Mangué med det första spanska damlaget som tog medalj i ett världsmästerskap. Spanien följde upp detta med ett OS-brons 2012 och ett EM-silver 2014. Hon blev också uttagen i All-Star Team i OS 2012. Hon deltog också i OS 2016 i Rio de Janeiro.